# Cyril Davies
Pour les articles homonymes, voir Davies.
Cyril Davies (né le 23 janvier 1932 - mort le 7 janvier 1964) est un des premiers musiciens et harmonicistes britanniques de blues. Son association avec Alexis Korner dans Blues Incorporated, puis son propre groupe (le Cyril Davies All Stars) ont eu une grande influence sur le British Blues Boom des années 1960 en général. Rod Stewart, Mick Jagger, Brian Jones, Jack Bruce, Ginger Baker, entre autres, ont tous joué avec Blues Inc. ; Jimmy Page, Jeff Beck, Nicky Hopkins ont eux joué dans le All Stars.